# Тирольский Цугшпитцбан
Тирольский Цугшпитцбан (нем. Tiroler Zugspitzbahn) — подъёмник гондольного типа в Австрии ведущий от австрийской стороны вершины горы Цугшпитце в австрийский поселок Эрвальд. Запущен впервые в 1926 году в эксплуатацию, линия обновлена в 1964 году и полностью модернизирована в 1991 году.

## История
В 1926 году заместитель мэра Ройтте в Тироле Герман Штерн увидел возможность развить туризм на Цугшпитце со стороны округа Ройтте и началось строительство линии горнолыжного транспорта от Цугшпитце до Эрвальда. Окончательно линия была достроена в январе 1926 года. Её назвали Тирольским Цугшпитцбаном. Была первой канатной дорогой в Австрии, ведущей к Цугшпитце. На момент после открытия дорога пропускала 80 человек в час, а время в пути составляло 16 минут. Также, был построен горнолыжный отель "Каммотель" на территории горной станции. Во время Второй мировой войны Гитлер ввёл ограничения на экспорт валюты и в ходе ограничений туристический спрос рухнул. Компания была поэтому передана компании BZB. Во военное время сеть и инфраструктура станций была разрушена, однако после восстановления в 1945 перевозки возобновились. 15 мая 1964 года последний участок станции между хребта и вершиной стал доступен для 250-метровой тирольской вершинной железной дороги. В 1991 году дорога была демонтирована, когда произошла глобальная модернизация вагонов и сети. В 2003 году время в пути сократилось до 7,2 минут а в каждом направлении появилась возможность обслуживать до 730 человек в час на каждом направлении. Дорога функционирует и по сегодняшний день.